# John Sulston
Sir John Edward Sulston (Buckinghamshire, 24 marzo 1942 – 6 marzo 2018) è stato un biologo britannico, premio Nobel per la medicina per gli studi compiuti insieme a H. Robert Horvitz e Sydney Brenner sulla regolazione genica cellulare e sull'apoptosi.
Nel 1986 divenne membro della Royal Society.